# Middlesbrough F.C.
Middlesbrough Football Club engleski je nogometni klub iz istoimenog grada. Natječe se u Football League Championship. 
Middlesbrough igra svoje domaće utakmice na stadionu Riverside. Najveći rivali kluba su: Newcastle, Sunderland i Leeds United.

## Klupski uspjesi

### Domaći uspjesi
- Division Two/Division One/Football League Championship

Prvaci (4): 1926./27., 1928./29., 1973./74., 1994./95.
Doprvaci (3): 1901./02., 1991./92., 1997./98.
- League Cup

Pobjednici (1): 2004.
Finalisti (2): 1997., 1998.
- FA Cup

Finalisti (1): 1997.

### Europski uspjesi
- Kup UEFA
- Finalisti (1): 2005./06.

## Treneri
| Razdoblje     | Trener          |
| ------------- | --------------- |
| 1899. – 1905. | Jack Robson     |
| 1905. – 1906. | Alex Mackie     |
| 1906. – 1909. | Andy Aitken     |
| 1909. – 1910. | John Gunter     |
| 1910. – 1911. | Andy Walker     |
| 1911. – 1919. | Tom McIntosh    |
| 1920. – 1923. | Jimmy Howie     |
| 1923. – 1926. | Herbert Bamlett |
| 1927. – 1934. | Peter McWilliam |
| 1934. – 1944. | Wilf Gillow     |
| 1944. – 1952. | David Jack      |
| 1952. – 1954. | Walter Rowley   |
| 1954. – 1963. | Bob Dennison    |
| 1963. – 1966. | Raich Carter    |

| Period        | Trener                        |
| ------------- | ----------------------------- |
| 1966. – 1973. | Stan Anderson                 |
| 1973. – 1977. | Jack Charlton                 |
| 1977. – 1981. | John Neal                     |
| 1981. – 1982. | Bobby Murdoch                 |
| 1982. – 1984. | Malcolm Allison               |
| 1984.         | Jack Charlton                 |
| 1984. – 1986. | Willie Maddren                |
| 1986. – 1990. | Bruce Rioch                   |
| 1990. – 1991. | Colin Todd                    |
| 1991. – 1994. | Lennie Lawrence               |
| 1994. – 2000. | Bryan Robson                  |
| 2000. – 2001. | Bryan Robson i Terry Venables |
| 2001. – 2006. | Steve McClaren                |
| 2006. – 2009. | Gareth Southgate              |
| 2009. – 2010. | Gordon Strachan               |
| 2010. – 2013. | Tony Mowbray                  |
| 2013. – 2017. | Aitor Karanka                 |
| 2017.         | Garry Monk                    |
| 2017. – 2019. | Tony Pulis                    |
| 2019. – 2020. | Jonathan Woodgate             |
| 2020. – danas | Neil Warnock                  |

| Momčadi FA Premier lige                                                          | Momčadi FA Premier lige |
| -------------------------------------------------------------------------------- | --- |
|                                                                                  | |
| Članovi 2024./25.                                                                | Arsenal • Aston Villa • Bournemouth • Brentford • Brighton & Hove Albion • Chelsea • Crystal Palace • Everton • Fulham • Ipswich Town • Leicester City • Liverpool • Manchester City • Manchester United • Newcastle United • Nottingham Forest • Southampton • Tottenham Hotspur • West Ham United • Wolverhampton Wanderers |
|                                                                                  | |
| Bivše momčadi (1992. – 2024.)                                                    | Barnsley • Birmingham City • Blackburn Rovers • Blackpool • Bolton Wanderers • Bradford City • Burnley • Cardiff City • Charlton Athletic • Coventry City • Derby County • Fulham • Huddersfield Town • Hull City • Leeds United • Luton Town • Middlesbrough • Norwich City • Nottingham Forest • Oldham Athletic • Portsmouth • Queens Park Rangers • Reading • Sheffield Wednesday • Sheffield United • Stoke City • Sunderland • Swansea City • Swindon Town • Watford • West Bromwich Albion • Wigan Athletic • Wimbledon |
|                                                                                  | |
| Bivše momčadi Football Leaguea (1888. – 1892.) i First Divisiona (1892. – 1992.) | Accrington • Bradford Park Avenue • Bristol City • Bury • Carlisle United • Darwen • Glossop North End • Grimsby Town • Leyton Orient • Millwall • Northampton Town • Notts County • Oxford United • Preston North End |

| Momčadi FA Premier lige                                                          | Momčadi FA Premier lige |
| -------------------------------------------------------------------------------- | --- |
|                                                                                  | |
| Članovi 2024./25.                                                                | Arsenal • Aston Villa • Bournemouth • Brentford • Brighton & Hove Albion • Chelsea • Crystal Palace • Everton • Fulham • Ipswich Town • Leicester City • Liverpool • Manchester City • Manchester United • Newcastle United • Nottingham Forest • Southampton • Tottenham Hotspur • West Ham United • Wolverhampton Wanderers |
|                                                                                  | |
| Bivše momčadi (1992. – 2024.)                                                    | Barnsley • Birmingham City • Blackburn Rovers • Blackpool • Bolton Wanderers • Bradford City • Burnley • Cardiff City • Charlton Athletic • Coventry City • Derby County • Fulham • Huddersfield Town • Hull City • Leeds United • Luton Town • Middlesbrough • Norwich City • Nottingham Forest • Oldham Athletic • Portsmouth • Queens Park Rangers • Reading • Sheffield Wednesday • Sheffield United • Stoke City • Sunderland • Swansea City • Swindon Town • Watford • West Bromwich Albion • Wigan Athletic • Wimbledon |
|                                                                                  | |
| Bivše momčadi Football Leaguea (1888. – 1892.) i First Divisiona (1892. – 1992.) | Accrington • Bradford Park Avenue • Bristol City • Bury • Carlisle United • Darwen • Glossop North End • Grimsby Town • Leyton Orient • Millwall • Northampton Town • Notts County • Oxford United • Preston North End |

| Football League Championship 2022./23. | Football League Championship 2022./23. |
| --- | -------------------------------------- |
| |                                        |
| Birmingham City • Blackburn Rovers • Blackpool • Bristol City • Burnley • Cardiff City • Coventry City • Huddersfield Town • Hull City • Luton Town • Middlesbrough • Millwall • Norwich City • Preston North End • QPR • Reading • Rotherham United • Sheffield United • Stoke City • Sunderland • Swansea City • Watford • West Bromwich Albion • Wigan Athletic |                                        |

| Football League Championship 2022./23. | Football League Championship 2022./23. |
| --- | -------------------------------------- |
| |                                        |
| Birmingham City • Blackburn Rovers • Blackpool • Bristol City • Burnley • Cardiff City • Coventry City • Huddersfield Town • Hull City • Luton Town • Middlesbrough • Millwall • Norwich City • Preston North End • QPR • Reading • Rotherham United • Sheffield United • Stoke City • Sunderland • Swansea City • Watford • West Bromwich Albion • Wigan Athletic |                                        |